# Anahita samplexa
Anahita samplexa là một loài nhện trong họ Ctenidae.
Loài này thuộc chi Anahita. Anahita samplexa được miêu tả năm 2000 bởi Chang-Min Yin, Guo Tang & Gong.